# Houghton Regis
Houghton Regis – miasto i civil parish w Anglii, w hrabstwie ceremonialnym Bedfordshire, w dystrykcie (unitary authority) Central Bedfordshire. W 2011 roku civil parish liczyła 17 283 mieszkańców. Houghton Regis jest wspomniana w Domesday Book (1086) jako Houstone.